# Myochamidae
De Myochamidae is een familie van tweekleppigen uit de orde Anomalodesmata.

## Geslachten
- Hunkydora C. A. Fleming, 1948
- Myadora Gray, 1840
- Myadoropsis Habe, 1960
- Myochama Stutchbury, 1830